# Guido Pella
Pour les articles homonymes, voir Pella.
Guido Pella, né le 17 mai 1990 à Bahía Blanca, est un joueur de tennis argentin, professionnel de 2007 à 2023.
Il a été membre de l'équipe d'Argentine de Coupe Davis, avec laquelle il a remporté le titre en 2016.

## Carrière
En tant que junior, il a réalisé son plus grand exploit lors des Internationaux de France 2008 lorsqu'il a battu la première tête de série Bernard Tomic en quart de finale mais s'incline au tour suivant contre Jerzy Janowicz.
Il entame sa carrière sur le circuit ITF et remporte son premier titre en 2008 à Trujillo au Pérou.
En 2012, il s'impose sur le circuit Challenger et remporte trois titres. Il est alors qualifié pour les ATP Challenger Tour Finals en fin d'année et remporte le tournoi en battant Adrian Ungur en finale, ce qui lui permet de rentrer dans le top 100 mondial pour la première fois. Il fait également ses débuts en Grand Chelem avec une qualification pour le tableau principal de l'US Open où il s'incline au premier tour contre Nikolay Davydenko.
En 2013, il atteint les demi-finales du tournoi ATP de Düsseldorf en battant notamment le 10e mondial Janko Tipsarević au second tour. Il se blesse ensuite au tendon de la cuisse au premier tour du tournoi de Wimbledon.
En 2015, il remporte quatre tournois Challenger et se qualifie pour les ATP Challenger Tour Finals où il atteint les demi-finales mais doit déclarer forfait à cause d'une blessure à la jambe droite.

### 2016. Révélation sur le circuit principal, entrée top 50 et victoire en Coupe Davis
À l'Open d'Australie, il passe le premier tour (2-6, 3-6, 6-3, 7-5, 6-1) contre Steve Darcis dans un match bien mal débuté remontant son handicap de deux sets. Mais malgré un énorme combat (62-7, 7-64, 63-7, 7-68, 4-6) d'une forte intensité dans les échanges, il perd au bout du fil contre Feliciano López.
Sur la terre battue au tournoi de Rio de Janeiro, il atteint sa première finale sur le circuit ATP qui plus est un ATP 500. Pour cela, il bat notamment le grand serveur américain 11e mondial John Isner au premier tour en sauvant trois balles de match (7-65, 5-7, 7-68) et en demi-finale le 19e mondial Dominic Thiem plus facilement (6-1, 6-4). Il échoue à remporter le titre en s'inclinant face à Pablo Cuevas en 3 sets (4-6, 7-65, 4-6) en 2 h 16 avec beaucoup d'intensité.
En mars sur le dur du Masters d'Indian Wells, il bat Kyle Edmund (63-7, 6-4, 7-5), puis prend sa revanche de Rio en battant également difficilement Pablo Cuevas (6-1, 4-6, 6-4), et se qualifie pour ses premiers huitièmes de finale dans cette catégorie. Il perd cependant contre le Belge David Goffin en ayant pris un set et opposé une résistance.
À Roland-Garros, il bat son compatriote Diego Schwartzman en quatre manches, avant de résister au second tour contre Gilles Simon (6-4, 6-1, 5-7, 64-7, 4-6), où il finit malgré tout perdant, mais a épuisé le Français.
En Coupe Davis, il participe au premier tour contre la Pologne en remportant son match contre Michał Przysiężny en trois sets. Puis en quart contre l'Italie avec Juan Martín del Potro, ils remportent le double (6-1, 7-64, 3-6, 3-6, 6-4) face à la paire Fabio Fognini et Paolo Lorenzi permettant de passer au tour suivant. En demi-finale, il affronte les tenants du titre la Grande-Bretagne. Il remporte son deuxième match (65-7, 6-4, 6-3, 6-2) face à Kyle Edmund permettant de mener deux à rien, mais perd son deuxième simple contre Andy Murray (3-6, 2-6, 3-6) permettant aux adversaires de revenir à égalité. L'Argentine passe finalement en finale grâce à la victoire de Leonardo Mayer. Il ne joue pas la finale contre la Croatie, mais remporte tout de même le trophée, le premier de l'Argentine.

### 2019. Premier titre ATP
Guido Pella remporte son premier titre sur le circuit ATP lors du Brasil Open de São Paulo le 3 mars 2019 après avoir dominé en finale le Chilien Cristian Garín (7-5, 6-3).
À Roland-Garros, il est tête de série numéro 19 (alors classé 21e à l'ATP) mais est éliminé au deuxième tour par le jeune Français Corentin Moutet, titulaire d'une invitation (wild card).

### 2023. Fin de carrière
Après de nombreuses blessures, il annonce le 17 septembre 2023, qu'il met un terme à sa carrière après 16 ans passés sur le circuit.

## Palmarès sur le circuit Challenger
Il a remporté 13 tournois Challenger en simple : à Salinas, Manta, Campinas et les ATP Challenger Tour Finals en 2012, São Paulo en 2013, Lima en 2014, San Luis Potosí, São Paulo, Vicence et Porto Alegre en 2015, Milan et Floridablanca en 2017 et Montevideo en 2018.
En double, il a remporté 6 titres Challenger : à Pereira en 2012, São Paulo, Guayaquil et Lima en 2014 et Santiago et Vicence en 2015.

## Palmarès

### Titre en simple messieurs
| No | Date       | Nom et lieu du tournoi | Catégorie | Dotation  | Surface      | Finaliste      | Score    |          |
| -- | ---------- | ---------------------- | --------- | --------- | ------------ | -------------- | -------- | -------- |
| 1  | 25-02-2019 | Brasil Open, São Paulo | ATP 250   | 550 145 $ | Terre (int.) | Cristian Garín | 7-5, 6-3 | Parcours |

### Finales en simple messieurs
| No | Date       | Nom et lieu du tournoi            | Catégorie | Dotation    | Surface      | Vainqueur            | Score          |          |
| -- | ---------- | --------------------------------- | --------- | ----------- | ------------ | -------------------- | -------------- | -------- |
| 1  | 15-02-2016 | Rio Open by Claro, Rio de Janeiro | ATP 500   | 1 333 085 $ | Terre (ext.) | Pablo Cuevas         | 6-4, 65-7, 6-4 | Parcours |
| 2  | 01-05-2017 | BMW Open by FWU, Munich           | ATP 250   | 482 060 €   | Terre (ext.) | Alexander Zverev     | 6-4, 6-3       | Parcours |
| 3  | 16-07-2018 | Plava Laguna Croatia Open, Umag   | ATP 250   | 501 345 €   | Terre (ext.) | Marco Cecchinato     | 6-2, 7-64      | Parcours |
| 4  | 04-02-2019 | Córdoba Open, Córdoba             | ATP 250   | 527 880 $   | Terre (ext.) | Juan Ignacio Londero | 3-6, 7-5, 6-1  | Parcours |

## Parcours dans les tournois duGrand Chelem

### En simple
| Année | Open d'Australie | Open d'Australie    | Internationaux de France | Internationaux de France | Wimbledon       | Wimbledon         | US Open         | US Open           |
| ----- | ---------------- | ------------------- | ------------------------ | ------------------------ | --------------- | ----------------- | --------------- | ----------------- |
| 2012  | —                | —                   | —                        | —                        | —               | —                 | 1er tour (1/64) | N. Davydenko      |
| 2013  | 1er tour (1/64)  | Amir Weintraub      | 2e tour (1/32)           | Novak Djokovic           | 1er tour (1/64) | Jesse Levine      | 1er tour (1/64) | Sam Querrey       |
|       |                  |                     |                          |                          |                 |                   |                 |                   |
| 2015  | —                | —                   | —                        | —                        | —               | —                 | 1er tour (1/64) | Marin Čilić       |
| 2016  | 2e tour (1/32)   | Feliciano López     | 2e tour (1/32)           | Gilles Simon             | 1er tour (1/64) | Roger Federer     | 2e tour (1/32)  | Mikhail Youzhny   |
| 2017  | 1er tour (1/64)  | R. Bautista-Agut    | 1er tour (1/64)          | J. M. del Potro          | —               | —                 | 2e tour (1/32)  | David Goffin      |
| 2018  | 1er tour (1/64)  | Dominic Thiem       | 2e tour (1/32)           | Rafael Nadal             | 3e tour (1/16)  | M. McDonald       | 3e tour (1/16)  | N. Basilashvili   |
| 2019  | 1er tour (1/64)  | João Sousa          | 2e tour (1/32)           | Corentin Moutet          | 1/4 de finale   | R. Bautista-Agut  | 1er tour (1/64) | P. Carreño Busta  |
| 2020  | 3e tour (1/16)   | Fabio Fognini       | 2e tour (1/32)           | P. Carreño Busta         | Annulé          | Annulé            | 1er tour (1/64) | Jeffrey John Wolf |
| 2021  | 1er tour (1/64)  | Borna Ćorić         | 2e tour (1/32)           | Marcos Giron             | 1er tour (1/64) | Matteo Berrettini | 2e tour (1/32)  | Frances Tiafoe    |
|       |                  |                     |                          |                          |                 |                   |                 |                   |
| 2023  | 1er tour (1/64)  | Francisco Cerúndolo | 2e tour (1/32)           | T. Seyboth Wild          | 3e tour (1/16)  | Roman Safiullin   | 1er tour (1/64) | Lloyd Harris      |

N.B. : à droite du résultat se trouve le nom de l'ultime adversaire.

### En double messieurs
| Année | Open d'Australie                      | Open d'Australie             | Internationaux de France      | Internationaux de France    | Wimbledon                    | Wimbledon                   | US Open                          | US Open                   |
| ----- | ------------------------------------- | ---------------------------- | ----------------------------- | --------------------------- | ---------------------------- | --------------------------- | -------------------------------- | ------------------------- |
| 2016  | 1er tour (1/32) P. Lorenzi            | Be. Becker D. Thiem          | 1er tour (1/32) H. Zeballos   | J.-J. Rojer Horia Tecău     | 1er tour (1/32) H. Zeballos  | G. Durán M. González        | 1er tour (1/32) F. Delbonis      | H. Kontinen John Peers    |
| 2017  | 1er tour (1/32) Renzo Olivo           | Dušan Lajović Viktor Troicki | —                             | —                           | —                            | —                           | 1er tour (1/32) D. Schwartzman   | Chung Hyeon Lu Yen-hsun   |
| 2018  | 1er tour (1/32) D. Schwartzman        | H. Podlipnik A. Vasilevski   | 2e tour (1/16) D. Schwartzman | J. S. Cabal Robert Farah    | —                            | —                           | 1er tour (1/32) A. Ramos-Viñolas | Jamie Murray Bruno Soares |
| 2019  | 1er tour (1/32) H. Podlipnik-Castillo | Rajeev Ram Joe Salisbury     | 1/2 finale D. Schwartzman     | Kevin Krawietz Andreas Mies | 1er tour (1/32) Hugo Dellien | Roman Jebavý Philipp Oswald | 1er tour (1/32) D. Schwartzman   | Alex De Minaur Matt Reid  |
| 2020  | 2e tour (1/16) Pablo Cuevas           | M. Granollers H. Zeballos    | 2e tour (1/16) L. Mayer       | W. Koolhof Nikola Mektić    | Annulé                       | Annulé                      | —                                | —                         |
| 2021  | 1er tour (1/32) Pablo Cuevas          | M. Ebden J.-P. Smith         | 1er tour (1/32) Pablo Cuevas  | P. Andújar P. Martínez      | —                            | —                           | —                                | —                         |
|       |                                       |                              |                               |                             |                              |                             |                                  |                           |
| 2023  | 1er tour (1/32) Pedro Cachín          | J. Cash H. Patten            | 1er tour (1/32) Hugo Dellien  | Rajeev Ram Joe Salisbury    | 1er tour (1/32) S. Báez      | N. Lammons J. Withrow       | —                                | —                         |

N.B. : le nom du partenaire se trouve sous le résultat ; le nom des ultimes adversaires se trouve à droite.

## Parcours dans lesMasters 1000
| Année | Indian Wells          | Miami                    | Monte-Carlo             | Madrid              | Rome                   | Canada                 | Cincinnati              | Shanghai            | Paris               |
| ----- | --------------------- | ------------------------ | ----------------------- | ------------------- | ---------------------- | ---------------------- | ----------------------- | ------------------- | ------------------- |
| 2013  | 1er tour I. Dodig     | 2e tour N. Almagro       | —                       | —                   | —                      | —                      | —                       | —                   | —                   |
| 2014  | —                     | 1er tour J. Sock         | —                       | —                   | —                      | —                      | —                       | —                   | —                   |
|       |                       |                          |                         |                     |                        |                        |                         |                     |                     |
| 2016  | 3e tour D. Goffin     | 1er tour J. M. del Potro | 1er tour P.-H. Herbert  | 1er tour N. Kyrgios | 1er tour J. Sock       | —                      | —                       | 1er tour J. Sock    | 1er tour S. Johnson |
| 2017  | 2e tour R. Nadal      | 3e tour N. Mahut         | —                       | —                   | —                      | —                      | —                       | —                   | —                   |
| 2018  | 1er tour F. Verdasco  | 1er tour M. Youzhny      | 1er tour D. Schwartzman | —                   | —                      | —                      | —                       | —                   | —                   |
| 2019  | 3e tour J. Isner      | 2e tour L. Mayer         | 1/4 de finale R. Nadal  | 2e tour S. Wawrinka | 1er tour T. Fritz      | 1/8 de finale R. Nadal | 2e tour D. Goffin       | 1er tour J. Millman | —                   |
| 2020  | n.o.                  | n.o.                     | n.o.                    | n.o.                | 1er tour D. Shapovalov | n.o.                   | —                       | n.o.                | —                   |
| 2021  | 2e tour R. Bautista   | —                        | 1er tour L. Pouille     | 1er tour J. Sinner  | —                      | —                      | 1/8 de finale A. Zverev | n.o.                | —                   |
|       |                       |                          |                         |                     |                        |                        |                         |                     |                     |
| 2023  | 2e tour T. Griekspoor | 2e tour D. Shapovalov    | —                       | —                   | 2e tour A. Davidovich  | —                      | —                       | —                   | —                   |

N.B. : sous le résultat se trouve le nom de l’ultime adversaire.

## Victoires sur le top 10
Toutes ses victoires sur des joueurs classés dans le top 10 de l'ATP lors de la rencontre.
| Légende      |
| Grand Chelem |
| Masters 1000 |
| 500 Series   |
| 250 Series   |
| Coupe Davis  |

| # | G.P.   | Tournoi    | Année | Surface      | Adversaire       | Rang  | Tour | Score                    |
| - | ------ | ---------- | ----- | ------------ | ---------------- | ----- | ---- | ------------------------ |
| 1 | no 101 | Düsseldorf | 2013  | Terre battue | Janko Tipsarević | no 10 | 1/8  | 7-61, 6-1                |
| 2 | no 72  | Chengdu    | 2017  | Dur          | Dominic Thiem    | no 7  | 1/8  | 7-66, 6-4                |
| 3 | no 82  | Wimbledon  | 2018  | Gazon        | Marin Čilić      | no 5  | 1/32 | 3-6, 1-6, 6-4, 7-63, 7-5 |
| 4 | no 26  | Wimbledon  | 2019  | Gazon        | Kevin Anderson   | no 8  | 1/16 | 6-4, 6-3, 7-64           |

## Classements ATP en fin de saison
| Année          | 2006 | 2007 | 2008 | 2009 | 2010 | 2011 | 2012 | 2013 | 2014 | 2015 | 2016 | 2017 | 2018 | 2019 | 2020 | 2021 | 2022 |
| Rang en simple | 1370 | 586  | 557  | 308  | 420  | 350  | 108  | 94   | 156  | 74   | 80   | 64   | 58   | 25   | 43   | 75   | –    |
| Rang en double | –    | 1075 | 735  | 309  | 345  | 501  | 172  | 392  | 155  | 203  | 211  | 819  | 137  | 58   | 71   | 147  | 990  |

Source : (en) Classements de Guido Pella sur le site officiel de la Fédération internationale de tennis